# Páramo Leonés
El Páramo Leonés és una comarca tradicional, geogràfica i cultural de la Província de Lleó, Espanya, encara que pel sud s'interna alguns quilòmetres en la veïna província de Zamora. La comarca té uns límits geogràfics ben definits entre els rius Esla i Órbigo, des dels primers contraforts de la Serralada Cantàbrica en el Nord, fins a la confluència dels rius esmentats prop de Benavente.
La seva orografia és una de les més planes de tota la península Ibèrica generada per dipòsits al·luvials del terciari que pràcticament no han sofert erosió en els últims 25 milions d'anys. En gran part del territori es realitza una agricultura intensiva de regadiu gràcies a l'aigua procedent de l'embassament de Barrios de Luna i del transvasament Esla-Órbigo.
La comarca té uns 20.000 habitants.